# Lou fassum
Lo farçum cl. ou lou fassum mist. est une spécialité de la ville de Grasse.

## Ingrédients
Ce mets est à base de chou farci à la viande de porc, riz et pois nouveaux.

## Préparation
Le chou est blanchi, les feuilles séparées, ensuite on reconstitue le chou autour d'une farce à base de viande.
Pour cette recette, on utilise un ustensile de cuisine nommé le fassumier qui se présente comme une sorte de filet à provision qui permet de reformer le chou lors de la préparation, et qui lui donne son nom.

## Homonyme
Lou fassum est aussi le nom d'un restaurant étoilé de Grasse.